# Campeonato Mundial de Halterofilismo de 2019
O Campeonato Mundial de Halterofilismo de 2019 foi a 85ª edição do campeonato de halterofilismo, organizado pela Federação Internacional de Halterofilismo (FIH). O campeonato ocorreu no Centro Nacional de Treinamento Esportivo Oriental, em Pattaya, na Tailândia, entre 18 a 27 de setembro de 2019. Foram disputadas 20 categorias (10 masculino e 10 feminino), com a presença de 588 halterofilistas de 97 nacionalidades filiadas à Federação Internacional de Halterofilismo (FIH). Teve como destaque a China com 53 medalhas no total, sendo 29 de ouro. 

## Calendário
| Data→ Categoria ↓ | Qua 18 | Qui 19 | Sex 20 | Sab 21 | Dom 22 | Seg 23 | Ter 24 | Qua 25 | Qui 26 | Sex 27 |
| ----------------- | ------ | ------ | ------ | ------ | ------ | ------ | ------ | ------ | ------ | ------ |
| 55 kg             | ●      |        |        |        |        |        |        |        |        |        |
| 61 kg             |        | ●      |        |        |        |        |        |        |        |        |
| 67 kg             |        |        | ●      |        |        |        |        |        |        |        |
| 73 kg             |        |        |        | ●      |        |        |        |        |        |        |
| 81 kg             |        |        |        |        | ●      |        |        |        |        |        |
| 89 kg             |        |        |        |        |        | ●      |        |        |        |        |
| 96 kg             |        |        |        |        |        |        | ●      |        |        |        |
| 102 kg            |        |        |        |        |        |        |        | ●      |        |        |
| 109 kg            |        |        |        |        |        |        |        |        | ●      |        |
| +109 kg           |        |        |        |        |        |        |        |        |        | ●      |

| Data→ Categoria ↓ | Qua 18 | Qui 19 | Sex 20 | Sab 21 | Dom 22 | Seg 23 | Ter 24 | Qua 25 | Qui 26 | Sex 27 |
| ----------------- | ------ | ------ | ------ | ------ | ------ | ------ | ------ | ------ | ------ | ------ |
| 45 kg             | ●      |        |        |        |        |        |        |        |        |        |
| 49 kg             |        | ●      |        |        |        |        |        |        |        |        |
| 55 kg             |        |        | ●      |        |        |        |        |        |        |        |
| 59 kg             |        |        |        | ●      |        |        |        |        |        |        |
| 64 kg             |        |        |        |        | ●      |        |        |        |        |        |
| 71 kg             |        |        |        |        |        | ●      |        |        |        |        |
| 76 kg             |        |        |        |        |        |        | ●      |        |        |        |
| 81 kg             |        |        |        |        |        |        |        | ●      |        |        |
| 87 kg             |        |        |        |        |        |        |        |        | ●      |        |
| +87 kg            |        |        |        |        |        |        |        |        |        | ●      |

## Medalhistas
Os resultados foram os seguintes. 

### Masculino
| Evento             | Ouro                               | Ouro             | Prata                              | Prata            | Bronze                             | Bronze           |
| 55 kg (detalhes)   | 55 kg (detalhes)                   | 55 kg (detalhes) | 55 kg (detalhes)                   | 55 kg (detalhes) | 55 kg (detalhes)                   | 55 kg (detalhes) |
| ------------------ | ---------------------------------- | ---------------- | ---------------------------------- | ---------------- | ---------------------------------- | ---------------- |
| Arranque           | Om Yun-chol · Coreia do Norte      | 128 kg           | Nguyễn Trần Anh Tuấn · Vietname    | 120 kg           | Igor Son · Cazaquistão             | 120 kg           |
| Arremesso          | Om Yun-chol · Coreia do Norte      | 166 kg           | Hafez Ghashghaei Irão              | 149 kg           | Mansour Al-Saleem · Arábia Saudita | 147 kg           |
| Total              | Om Yun-chol · Coreia do Norte      | 294 kg           | Igor Son · Cazaquistão             | 266 kg           | Mansour Al-Saleem · Arábia Saudita | 265 kg           |
| 61 kg (detalhes)   |                                    |                  |                                    |                  |                                    |                  |
| Arranque           | Li Fabin · China                   | 145 kg           | Eko Yuli Irawan · Indonésia        | 140 kg           | Yoichi Itokazu · Japão             | 135 kg           |
| Arremesso          | Li Fabin · China                   | 173 kg           | Francisco Mosquera · Colômbia      | 172 kg           | Qin Fulin · China                  | 171 kg           |
| Total              | Li Fabin · China                   | 318 kg           | Eko Yuli Irawan · Indonésia        | 306 kg           | Francisco Mosquera · Colômbia      | 302 kg           |
| 67 kg (detalhes)   |                                    |                  |                                    |                  |                                    |                  |
| Arranque           | Feng Lüdong · China                | 153 kg           | Daniyar İsmayilov · Turquia        | 150 kg           | Chen Lijun · China                 | 150 kg           |
| Arremesso          | Pak Jong-ju · Coreia do Norte      | 188 kg           | Chen Lijun · China                 | 187 kg           | Adkhamjon Ergashev · Uzbequistão   | 182 kg           |
| Total              | Chen Lijun · China                 | 337 kg           | Feng Lüdong · China                | 333 kg           | Pak Jong-ju · Coreia do Norte      | 330 kg           |
| 73 kg (detalhes)   |                                    |                  |                                    |                  |                                    |                  |
| Arranque           | Shi Zhiyong · China                | 166 kg           | Bozhidar Andreev · Bulgária        | 157 kg           | Briken Calja · Albânia             | 156 kg           |
| Arremesso          | Shi Zhiyong · China                | 197 kg           | O Kang-chol · Coreia do Norte      | 193 kg           | Bozhidar Andreev · Bulgária        | 189 kg           |
| Total              | Shi Zhiyong · China                | 363 kg           | O Kang-chol · Coreia do Norte      | 347 kg           | Bozhidar Andreev · Bulgária        | 346 kg           |
| 81 kg (detalhes)   |                                    |                  |                                    |                  |                                    |                  |
| Arranque           | Lü Xiaojun · China                 | 171 kg           | Li Dayin · China                   | 171 kg           | Andranik Karapetyan · Armênia      | 168 kg           |
| Arremesso          | Lü Xiaojun · China                 | 207 kg           | Li Dayin · China                   | 206 kg           | Yunder Beytula · Bulgária          | 201 kg           |
| Total              | Lü Xiaojun · China                 | 378 kg           | Li Dayin · China                   | 377 kg           | Brayan Rodallegas · Colômbia       | 363 kg           |
| 89 kg (detalhes)   |                                    |                  |                                    |                  |                                    |                  |
| Arranque           | Revaz Davitadze · Geórgia          | 172 kg           | Aliaksandr Bersanau · Bielorrússia | 169 kg           | Keydomar Vallenilla · Venezuela    | 169 kg           |
| Arremesso          | Toshiki Yamamoto · Japão           | 208 kg           | Hakob Mkrtchyan · Armênia          | 208 kg           | Ali Miri Irão                      | 207 kg           |
| Total              | Hakob Mkrtchyan · Armênia          | 375 kg           | Ali Miri Irão                      | 374 kg           | Revaz Davitadze · Geórgia          | 371 kg           |
| 96 kg (detalhes)   |                                    |                  |                                    |                  |                                    |                  |
| Arranque           | Anton Pliesnoi · Geórgia           | 181 kg           | Tian Tao · China                   | 180 kg           | Jhonatan Rivas · Colômbia          | 179 kg           |
| Arremesso          | Tian Tao · China                   | 230 kg           | Fares El-Bakh · Catar              | 224 kg           | Ayoub Mousavi Irão                 | 214 kg           |
| Total              | Tian Tao · China                   | 410 kg           | Fares El-Bakh · Catar              | 402 kg           | Anton Pliesnoi · Geórgia           | 394 kg           |
| 102 kg (detalhes)  |                                    |                  |                                    |                  |                                    |                  |
| Arranque           | Jin Yun-seong Coreia do Sul        | 181 kg           | Yauheni Tsikhantsou · Bielorrússia | 180 kg           | Samvel Gasparyan · Armênia         | 178 kg           |
| Arremesso          | Reza Dehdar Irão                   | 219 kg           | Yauheni Tsikhantsou · Bielorrússia | 218 kg           | Dmytro Chumak · Ucrânia            | 217 kg           |
| Total              | Yauheni Tsikhantsou · Bielorrússia | 398 kg           | Jin Yun-seong Coreia do Sul        | 397 kg           | Reza Dehdar Irão                   | 394 kg           |
| 109 kg (detalhes)  |                                    |                  |                                    |                  |                                    |                  |
| Arranque           | Simon Martirosyan · Armênia        | 199 kg           | Andrei Aramnau · Bielorrússia      | 198 kg           | Yang Zhe · China                   | 197 kg           |
| Arremesso          | Simon Martirosyan · Armênia        | 230 kg           | Akbar Djuraev · Uzbequistão        | 229 kg           | Andrei Aramnau · Bielorrússia      | 228 kg           |
| Total              | Simon Martirosyan · Armênia        | 429 kg           | Andrei Aramnau · Bielorrússia      | 426 kg           | Yang Zhe · China                   | 420 kg           |
| +109 kg (detalhes) |                                    |                  |                                    |                  |                                    |                  |
| Arranque           | Lasha Talakhadze · Geórgia         | 220 kg           | Gor Minasyan · Armênia             | 212 kg           | Walid Bidani · Argélia             | 200 kg           |
| Arremesso          | Lasha Talakhadze · Geórgia         | 264 kg           | Gor Minasyan · Armênia             | 248 kg           | Ruben Aleksanyan · Armênia         | 245 kg           |
| Total              | Lasha Talakhadze · Geórgia         | 484 kg           | Gor Minasyan · Armênia             | 460 kg           | Ruben Aleksanyan · Armênia         | 437 kg           |

- — RECORDE 
MUNDIAL

### Feminino
| Evento            | Ouro                           | Ouro             | Prata                          | Prata            | Bronze                                | Bronze           |
| 45 kg (detalhes)  | 45 kg (detalhes)               | 45 kg (detalhes) | 45 kg (detalhes)               | 45 kg (detalhes) | 45 kg (detalhes)                      | 45 kg (detalhes) |
| ----------------- | ------------------------------ | ---------------- | ------------------------------ | ---------------- | ------------------------------------- | ---------------- |
| Arranque          | Şaziye Erdoğan · Turquia       | 77 kg            | Ludia Montero · Cuba           | 76 kg            | Khổng Mỹ Phượng · Vietname            | 74 kg            |
| Arremesso         | Lisa Setiawati · Indonésia     | 95 kg            | Şaziye Erdoğan · Turquia       | 92 kg            | Vương Thị Huyền · Vietname            | 91 kg            |
| Total             | Şaziye Erdoğan · Turquia       | 169 kg           | Ludia Montero · Cuba           | 167 kg           | Lisa Setiawati · Indonésia            | 165 kg           |
| 49 kg (detalhes)  |                                |                  |                                |                  |                                       |                  |
| Arranque          | Hou Zhihui · China             | 94 kg            | Jiang Huihua · China           | 94 kg            | Ri Song-gum · Coreia do Norte         | 89 kg            |
| Arremesso         | Jiang Huihua · China           | 118 kg           | Hou Zhihui · China             | 117 kg           | Ri Song-gum · Coreia do Norte         | 115 kg           |
| Total             | Jiang Huihua · China           | 212 kg           | Hou Zhihui · China             | 211 kg           | Ri Song-gum · Coreia do Norte         | 204 kg           |
| 55 kg (detalhes)  |                                |                  |                                |                  |                                       |                  |
| Arranque          | Zhang Wanqiong · China         | 99 kg            | Liao Qiuyun · China            | 98 kg            | Muattar Nabieva · Uzbequistão         | 96 kg            |
| Arremesso         | Liao Qiuyun · China            | 129 kg           | Zhang Wanqiong · China         | 123 kg           | Hidilyn Diaz · Filipinas              | 121 kg           |
| Total             | Liao Qiuyun · China            | 227 kg           | Zhang Wanqiong · China         | 222 kg           | Hidilyn Diaz · Filipinas              | 214 kg           |
| 59 kg (detalhes)  |                                |                  |                                |                  |                                       |                  |
| Arranque          | Choe Hyo-sim · Coreia do Norte | 107 kg           | Kuo Hsing-chun · Taipé Chinesa | 106 kg           | Chen Guiming · China                  | 101 kg           |
| Arremesso         | Kuo Hsing-chun · Taipé Chinesa | 140 kg           | Choe Hyo-sim · Coreia do Norte | 138 kg           | Chen Guiming · China                  | 132 kg           |
| Total             | Kuo Hsing-chun · Taipé Chinesa | 246 kg           | Choe Hyo-sim · Coreia do Norte | 245 kg           | Chen Guiming · China                  | 233 kg           |
| 64 kg (detalhes)  |                                |                  |                                |                  |                                       |                  |
| Arranque          | Deng Wei · China               | 116 kg           | Rim Un-sim · Coreia do Norte   | 114 kg           | Loredana Toma · Roménia               | 112 kg           |
| Arremesso         | Deng Wei · China               | 145 kg           | Rim Un-sim · Coreia do Norte   | 137 kg           | Mercedes Pérez · Colômbia             | 132 kg           |
| Total             | Deng Wei · China               | 261 kg           | Rim Un-sim · Coreia do Norte   | 251 kg           | Loredana Toma · Roménia               | 240 kg           |
| 71 kg (detalhes)  |                                |                  |                                |                  |                                       |                  |
| Arranque          | Katherine Nye · Estados Unidos | 112 kg           | Kim Hyo-sim · Coreia do Norte  | 110 kg           | Mattie Rogers · Estados Unidos        | 106 kg           |
| Arremesso         | Katherine Nye · Estados Unidos | 136 kg           | Mattie Rogers · Estados Unidos | 134 kg           | Emily Muskett · Reino Unido           | 126 kg           |
| Total             | Katherine Nye · Estados Unidos | 248 kg           | Mattie Rogers · Estados Unidos | 240 kg           | Kim Hyo-sim · Coreia do Norte         | 230 kg           |
| 76 kg (detalhes)  |                                |                  |                                |                  |                                       |                  |
| Arranque          | Rim Jong-sim · Coreia do Norte | 124 kg           | Zhang Wangli · China           | 118 kg           | Neisi Dajomes · Equador               | 110 kg           |
| Arremesso         | Zhang Wangli · China           | 153 kg           | Rim Jong-sim · Coreia do Norte | 152 kg           | Aremi Fuentes · México                | 138 kg           |
| Total             | Rim Jong-sim · Coreia do Norte | 276 kg           | Zhang Wangli · China           | 271 kg           | Neisi Dajomes · Equador               | 245 kg           |
| 81 kg (detalhes)  |                                |                  |                                |                  |                                       |                  |
| Arranque          | Lee Ji-eun Coreia do Sul       | 111 kg           | Kim Su-hyeon Coreia do Sul     | 111 kg           | Mönkhjantsangiin Ankhtsetseg Mongólia | 110 kg           |
| Arremesso         | Leydi Solís · Colômbia         | 142 kg           | Jenny Arthur · Estados Unidos  | 139 kg           | Lidia Valentín · Espanha              | 138 kg           |
| Total             | Leydi Solís · Colômbia         | 247 kg           | Lidia Valentín · Espanha       | 246 kg           | Jenny Arthur · Estados Unidos         | 245 kg           |
| 87 kg (detalhes)  |                                |                  |                                |                  |                                       |                  |
| Arranque          | Wang Zhouyu · China            | 120 kg           | Kim Un-ju · Coreia do Norte    | 115 kg           | Naryury Pérez · Venezuela             | 110 kg           |
| Arremesso         | Wang Zhouyu · China            | 158 kg           | Kim Un-ju · Coreia do Norte    | 154 kg           | Tamara Salazar · Equador              | 144 kg           |
| Total             | Wang Zhouyu · China            | 278 kg           | Kim Un-ju · Coreia do Norte    | 269 kg           | Tamara Salazar · Equador              | 252 kg           |
| +87 kg (detalhes) |                                |                  |                                |                  |                                       |                  |
| Arranque          | Li Wenwen · China              | 146 kg           | Tatiana Kashirina · Rússia     | 140 kg           | Meng Suping · China                   | 137 kg           |
| Arremesso         | Li Wenwen · China              | 186 kg           | Tatiana Kashirina · Rússia     | 178 kg           | Meng Suping · China                   | 174 kg           |
| Total             | Li Wenwen · China              | 332 kg           | Tatiana Kashirina · Rússia     | 318 kg           | Meng Suping · China                   | 311 kg           |

- — RECORDE 
MUNDIAL

## Quadro de medalhas
Quadro de medalhas no total combinado
| Ordem | País            | Medalha de ouro | Medalha de prata | Medalha de bronze | Total |
| ----- | --------------- | --------------- | ---------------- | ----------------- | ----- |
| 1     | China           | 10              | 5                | 3                 | 18    |
| 2     | Coreia do Norte | 2               | 4                | 3                 | 9     |
| 3     | Armênia         | 2               | 1                | 1                 | 4     |
| 4     | Estados Unidos  | 1               | 1                | 1                 | 3     |
| 5     | Bielorrússia    | 1               | 1                | 0                 | 2     |
| 6     | Colômbia        | 1               | 0                | 2                 | 3     |
| 6     | Geórgia         | 1               | 0                | 2                 | 3     |
| 8     | Taipé Chinesa   | 1               | 0                | 0                 | 1     |
| 8     | Turquia         | 1               | 0                | 0                 | 1     |
| 10    | Indonésia       | 0               | 1                | 1                 | 2     |
| 10    | Irão            | 0               | 1                | 1                 | 2     |
| 12    | Cuba            | 0               | 1                | 0                 | 1     |
| 12    | Cazaquistão     | 0               | 1                | 0                 | 1     |
| 12    | Catar           | 0               | 1                | 0                 | 1     |
| 12    | Rússia          | 0               | 1                | 0                 | 1     |
| 12    | Coreia do Sul   | 0               | 1                | 0                 | 1     |
| 12    | Espanha         | 0               | 1                | 0                 | 1     |
| 18    | Equador         | 0               | 0                | 2                 | 2     |
| 19    | Bulgária        | 0               | 0                | 1                 | 1     |
| 19    | Filipinas       | 0               | 0                | 1                 | 1     |
| 19    | Roménia         | 0               | 0                | 1                 | 1     |
| 19    | Arábia Saudita  | 0               | 0                | 1                 | 1     |
| Total | Total           | 20              | 20               | 20                | 60    |

Quadro de medalhas nos levantamentos + total combinado
| Ordem | País            | Medalha de ouro | Medalha de prata | Medalha de bronze | Total |
| ----- | --------------- | --------------- | ---------------- | ----------------- | ----- |
| 1     | China           | 29              | 14               | 10                | 53    |
| 2     | Coreia do Norte | 7               | 12               | 5                 | 24    |
| 3     | Geórgia         | 5               | 0                | 2                 | 7     |
| 4     | Armênia         | 4               | 4                | 4                 | 12    |
| 5     | Estados Unidos  | 3               | 3                | 2                 | 8     |
| 6     | Coreia do Sul   | 2               | 2                | 0                 | 4     |
| 6     | Turquia         | 2               | 2                | 0                 | 4     |
| 8     | Colômbia        | 2               | 1                | 4                 | 7     |
| 9     | Taipé Chinesa   | 2               | 1                | 0                 | 3     |
| 10    | Bielorrússia    | 1               | 5                | 1                 | 7     |
| 11    | Irão            | 1               | 2                | 3                 | 6     |
| 12    | Indonésia       | 1               | 2                | 1                 | 4     |
| 13    | Japão           | 1               | 0                | 1                 | 2     |
| 14    | Rússia          | 0               | 3                | 0                 | 3     |
| 15    | Cuba            | 0               | 2                | 0                 | 2     |
| 15    | Catar           | 0               | 2                | 0                 | 2     |
| 17    | Bulgária        | 0               | 1                | 3                 | 4     |
| 18    | Uzbequistão     | 0               | 1                | 2                 | 3     |
| 18    | Vietname        | 0               | 1                | 2                 | 3     |
| 20    | Cazaquistão     | 0               | 1                | 1                 | 2     |
| 20    | Espanha         | 0               | 1                | 1                 | 2     |
| 22    | Equador         | 0               | 0                | 4                 | 4     |
| 23    | Filipinas       | 0               | 0                | 2                 | 2     |
| 23    | Roménia         | 0               | 0                | 2                 | 2     |
| 23    | Arábia Saudita  | 0               | 0                | 2                 | 2     |
| 23    | Venezuela       | 0               | 0                | 2                 | 2     |
| 27    | Albânia         | 0               | 0                | 1                 | 1     |
| 27    | Argélia         | 0               | 0                | 1                 | 1     |
| 27    | Reino Unido     | 0               | 0                | 1                 | 1     |
| 27    | México          | 0               | 0                | 1                 | 1     |
| 27    | Mongólia        | 0               | 0                | 1                 | 1     |
| 27    | Ucrânia         | 0               | 0                | 1                 | 1     |
| Total | Total           | 60              | 60               | 60                | 180   |

## Classificação por equipe
| Posição | Equipe        | Pontos |
| ------- | ------------- | ------ |
| 1       | China         | 700    |
| 2       | Coreia do Sul | 494    |
| 3       | Irão          | 487    |
| 4       | Geórgia       | 471    |
| 5       | Bielorrússia  | 464    |
| 6       | Armênia       | 427    |

| Posição | Equipe          | Pontos |
| ------- | --------------- | ------ |
| 1       | China           | 786    |
| 2       | Coreia do Norte | 511    |
| 3       | Estados Unidos  | 482    |
| 4       | Colômbia        | 451    |
| 5       | Rússia          | 382    |
| 6       | Canadá          | 359    |

## Participantes
Um total de 588 halterofilistas de 97 nacionalidades participaram do evento.
| - Albânia (4) - Argélia (2) - Armênia (9) - Austrália (5) - Áustria (2) - Azerbaijão (3) - Bangladesh (2) - Bielorrússia (13) - Bélgica (2) - Botswana (2) - Brasil (8) - Bulgária (6) - Camarões (1) - Canadá (18) - Chile (5) - China (20) - Taipé Chinesa (14) - Colômbia (16) - Croácia (6) - Cuba (4) - Chéquia (8) - Dinamarca (10) - República Dominicana (5) - Equador (10) - Estónia (2) - Finlândia (5) - França (8) - Geórgia (10) - Alemanha (7) - Gana (1) - Reino Unido (14) - Guam (2) - Guatemala (2) | - Hungria (3) - Islândia (2) - Índia (7) - Indonésia (8) - Irão (14) - Iraque (4) - Irlanda (4) - Israel (5) - Itália (9) - Japão (20) - Cazaquistão (9) - Kiribati (2) - Quirguistão (2) - Letônia (4) - Líbano (1) - Líbia (2) - Lituânia (4) - Madagáscar (4) - Malásia (6) - Malta (1) - Ilhas Marshall (1) - Ilhas Maurícias (1) - México (11) - Moldávia (5) - Mongólia (5) - Nauru (3) - Países Baixos (1) - Nova Zelândia (3) - Nicarágua (1) - Coreia do Norte (12) - Noruega (6) - Papua-Nova Guiné (3) - Peru (5) | - Filipinas (9) - Polónia (6) - Porto Rico (6) - Catar (1) - Roménia (4) - Rússia (16) - São Vicente e Granadinas (1) - Samoa (4) - Arábia Saudita (4) - Singapura (1) - Eslováquia (4) - Ilhas Salomão (2) - África do Sul (4) - Coreia do Sul (19) - Espanha (7) - Sri Lanka (8) - Suécia (2) - Suíça (2) - Síria (1) - Tonga (2) - Tunísia (2) - Turquia (12) - Turquemenistão (14) - Tuvalu (1) - Ucrânia (10) - Emirados Árabes Unidos (1) - Estados Unidos (20) - Uruguai (2) - Uzbequistão (10) - Venezuela (12) - Vietname (7) |